# Vadnyugat

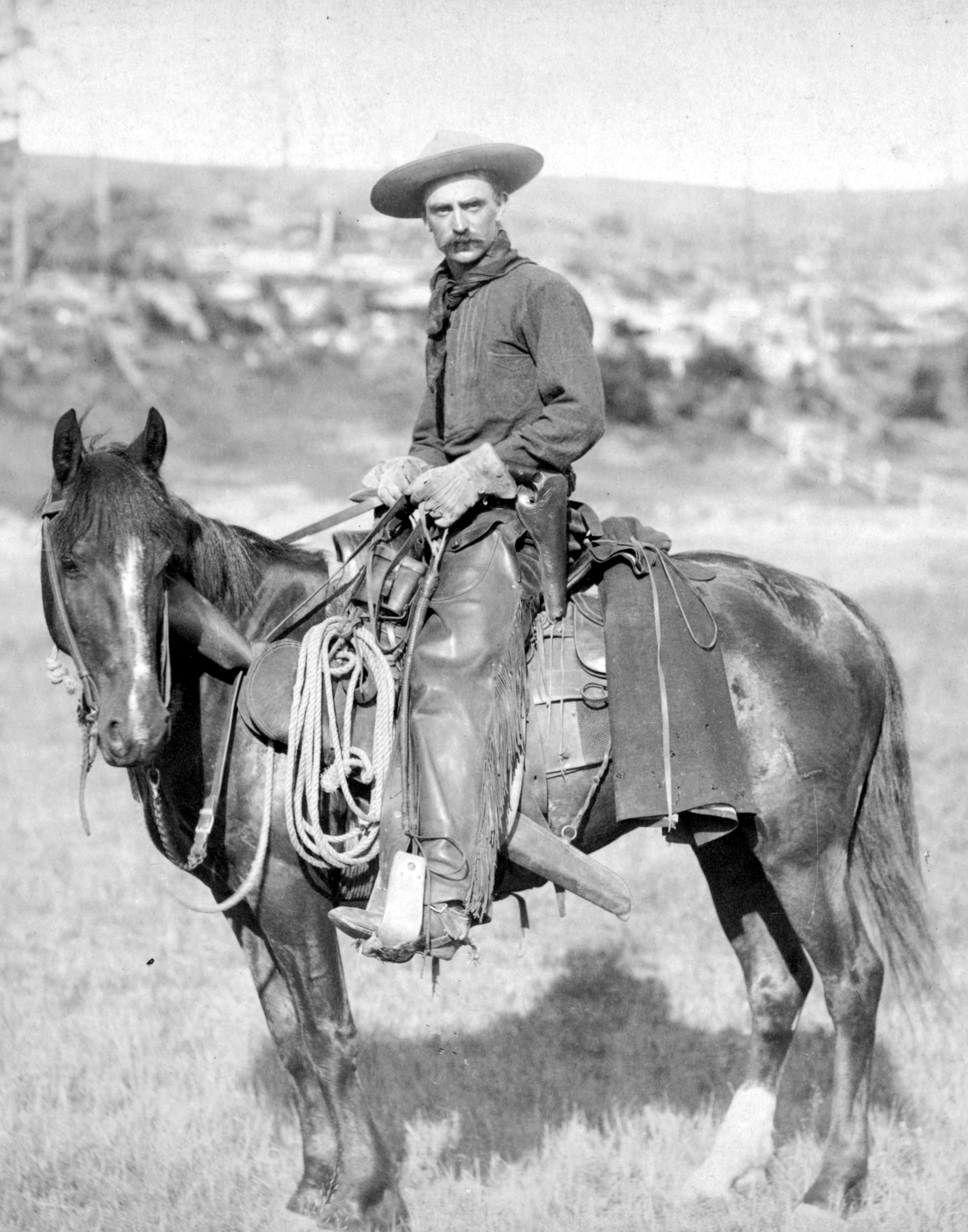
Az amerikai vadnyugat szimbóluma, Amerika újkori történelmének meghatározó figurája a cowboy (tehenész), 1887

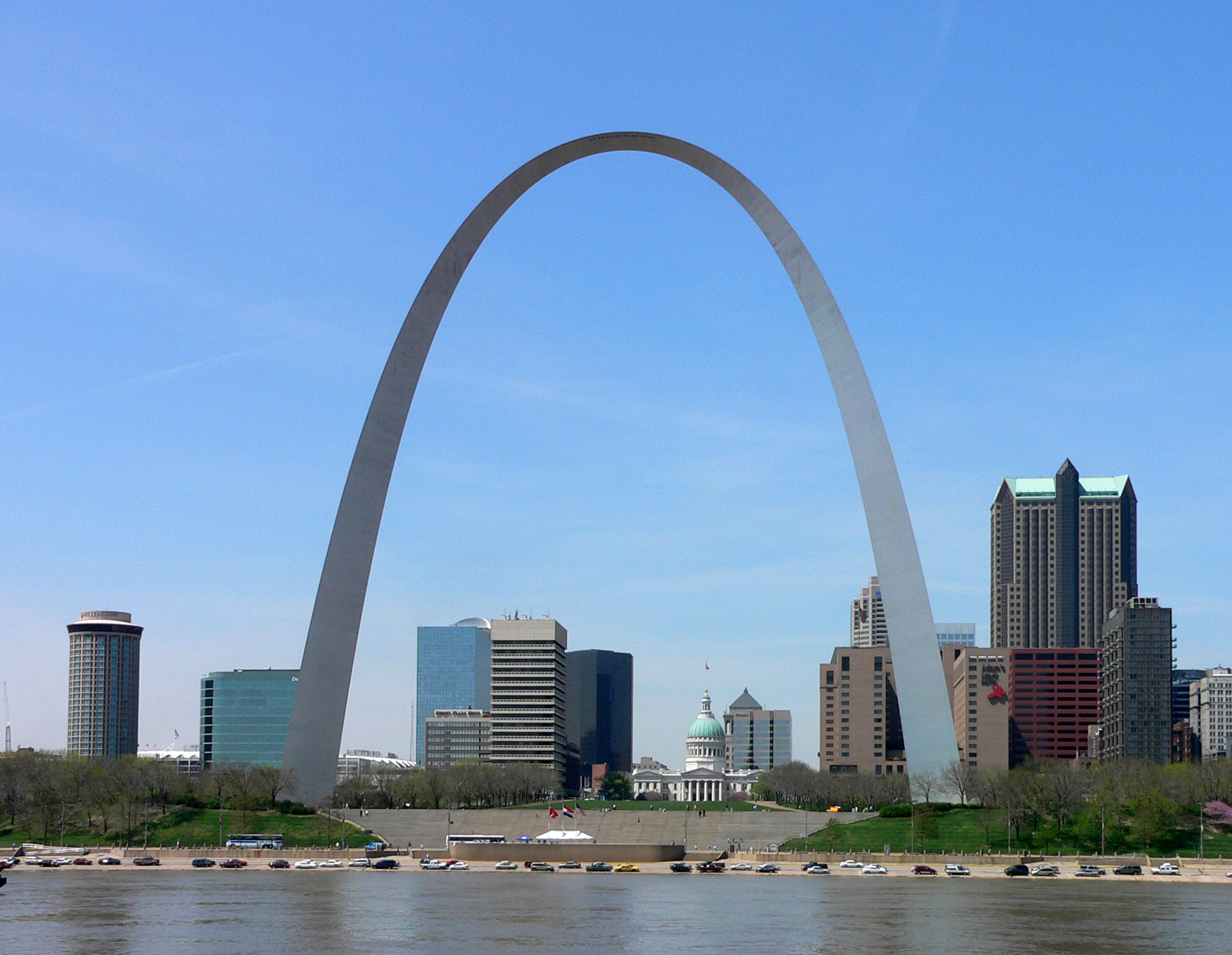
A Gateway Arch, a Vadnyugat szimbolikus kapuja St. Louis városában

Az amerikai határvidék, más néven a Régi Nyugat, népszerű nevén a Vadnyugat, magában foglalja az amerikai terjeszkedés előretörő hullámához kapcsolódó földrajzi, történelmi, folklór és kulturális területeket Észak-Amerika szárazföldi részén, amely a 17. század eleji európai gyarmati településekkel kezdődött, és az utolsó néhány összefüggő nyugati terület államként való, 1912-es elismerésével ért véget. A tömeges migráció és letelepedés e korszakát különösen Thomas Jefferson elnök ösztönözte Louisiana megvásárlását követően, ami a "nyilvánvaló végzet" néven ismert terjeszkedő magatartást és a történészek "Frontier Thesis" (határmenti tézis) elnevezését szülte. Az amerikai határvidék legendái, történelmi eseményei és folklórja olyannyira beágyazódott az Amerikai Egyesült Államok kultúrájába, hogy a Régi Nyugat, és különösen a western médiaműfaj az amerikai nemzeti identitás egyik meghatározó korszakává vált.
Az archetipikus Old West időszakot a történészek gyakran az amerikai polgárháború 1865-ös befejezése és az 1890-es amerikai népszámlálás közötti időszakra teszik. Mások, köztük a Kongresszusi Könyvtár és az Oxfordi Egyetem, gyakran az 1900-as évek elejéig terjedő eltérő pontokat említenek; jellemzően az első két évtizedben. Az 1850-es évektől 1919-ig tartott a "nyugati polgárháború beolvasztása" néven ismert időszak. Ez az időszak olyan történelmi eseményeket tartalmazott, amelyek az archetipikus Régi Nyugat vagy "Vadnyugat" szinonimái, mint például a határvidékre benyomuló civilizációból eredő erőszakos konfliktus, az őslakosok eltávolítása és asszimilálása, a tulajdon nagyvállalatok és a kormányzat kezébe történő konszolidálása, az önbíráskodás és a törvények törvényen kívüliekkel szembeni érvényesítésének kísérlete.
1890-ben a Népszámlálási Iroda kiadott egy közleményt, mely szerint: "1880-ig bezárólag az országnak volt egy települési határa, de jelenleg a lakatlan területet annyira megtörték az elszigetelt településrészek, hogy aligha lehet határvonalról beszélni. A kiterjedésének, nyugati irányú mozgásának stb. tárgyalásakor ezért többé nem lehet helye a népszámlálási jelentésekben." Ennek ellenére a későbbi, 1900-as amerikai népszámlálás továbbra is a nyugati irányú határvonalat mutatta. Az 1910-es amerikai népszámlálásra azonban a határ már megosztott területekre zsugorodott, egyetlen nyugati irányú településvonal nélkül. A 20. század első két évtizedében a mezőgazdasági telepesek beáramlása, akik több területet foglaltak el, mint a 19. század egészében a települési jogok, jelentősen csökkentette a szabad földterületet.
A határ a települések vonalának szélén lévő érintkezési zóna. Frederick Jackson Turner vezető teoretikus ennél mélyebbre ment, és azt állította, hogy a határ az amerikai civilizáció meghatározó folyamatának színtere: "A határ – állította – elősegítette az amerikai nép összetett nemzetiségének kialakulását". Elmélete szerint ez egy fejlődési folyamat volt: "Ez az örökös újjászületés, az amerikai életnek ez a folyékonysága, ez a nyugati irányú terjeszkedés... szolgáltatja az amerikai jellemet uraló erőket." Turner 1893 óta megfogalmazott elképzelései történészek (és kritikusok) generációit inspirálták arra, hogy több egyedi amerikai határt vizsgáljanak, de a népszerű népi határvidék a Mississippitől nyugatra, a mai Közép-Nyugat, Texas, a Nagy-síkság, a Sziklás-hegység, a Dél-Nyugat és a nyugati partvidék területén található indián területek meghódítására és benépesítésére koncentrál.
A 19. század második felében és a 20. század elején, az 1850-es évektől az 1910-es évekig óriási népszerű figyelem irányult az Egyesült Államok nyugati részére (különösen a délnyugatra). Az ilyen médiumok a nagyobb drámai hatás érdekében általában eltúlozták a korszak romantikáját, anarchiáját és kaotikus erőszakosságát. Ez inspirálta a westernfilm műfaját, valamint a televíziós műsorokat, regényeket, képregényeket, videojátékokat, gyermekjátékokat és jelmezeket.
Hine és Faragher meghatározása szerint "a határvidék története a közösségek létrejöttének és védelmének, a földhasználatnak, a termények és szállodák fejlődésének, valamint az államok kialakulásának történetét meséli el". Kifejtik: "Ez a hódítás története, de a túlélés, a kitartás, valamint a népek és kultúrák összeolvadásának története is, amely Amerikának életet adott és tovább élteti." Maga Turner többször hangsúlyozta, hogy az új farmok indításához rendelkezésre álló "szabad föld" hogyan vonzotta az úttörő amerikaiakat: "A szabad földterület megléte, annak folyamatos visszaszorulása és az amerikai település nyugat felé való előretörése magyarázza Amerika fejlődését." Az idegen nemzetekkel és bennszülött törzsekkel kötött szerződések, a politikai kiegyezés, a katonai hódítás, a törvény és a rend megteremtése, a farmok és városok építése, az ösvények kijelölése és a bányák ásása, valamint a nagy idegen népvándorlások behúzása révén az Egyesült Államok parttól partig terjedt, beteljesítve a Manifest Destiny ideológiáját. A "Frontier Thesis" (1893) című művében Turner azt írta, hogy a határvidék egy olyan folyamat volt, amely az európaiakat egy új néppé, az amerikaiakká alakította át, akiknek értékrendjében az egyenlőség, a demokrácia és az optimizmus mellett az individualizmus, az önállóság és még az erőszak is előtérbe került.

## ANyugatés ahatárvidékkifejezések
A határ az a beépítetlen terület, amely a megállapított határvonalon túl az Egyesült Államokat alkotná. Az Egyesült Államok Népszámlálási Irodája a határvidéket általában lakatlan területként határozta meg, ahol a népsűrűség kevesebb mint 2 fő/négyzetmérföld (0,77 fő/négyzetkilométer). A határvonal az európai-amerikai betelepülés külső határa volt ezen a területen. A keleti parton lévő első állandó európai településekkel kezdődően az 1600-as évektől az 1900-as évekig (évtizedekig) folyamatosan nyugat felé haladt, időnként északra Maine és New Hampshire, délre Florida, valamint keletre Kaliforniától Nevadáig. A települések tömbjei a megállapított határvonalon messze túl is megjelentek, különösen a nyugati partvidéken és a mélyebben fekvő belső területeken, olyan településekkel, mint Los Angeles és Salt Lake City. A "Nyugat" az e határhoz közeli, nemrég betelepült terület volt. Így a Középnyugat és az amerikai Dél egyes részei, bár ma már nem tekinthetők "nyugatnak", a modern nyugati államokkal együtt rendelkeznek határ menti örökséggel. Richard W. Slatta a határról alkotott nézeteiben azt írja, hogy "a történészek az amerikai Nyugatot néha úgy határozzák meg, mint a 98. hosszúsági körtől vagy a 98° nyugati hosszúsági foktól nyugatra eső területeket", más meghatározások szerint pedig a régió "a Mississippi vagy a Missouri folyótól nyugatra eső összes területet magában foglalja".

## Az Egyesült Államok területeinek térképei

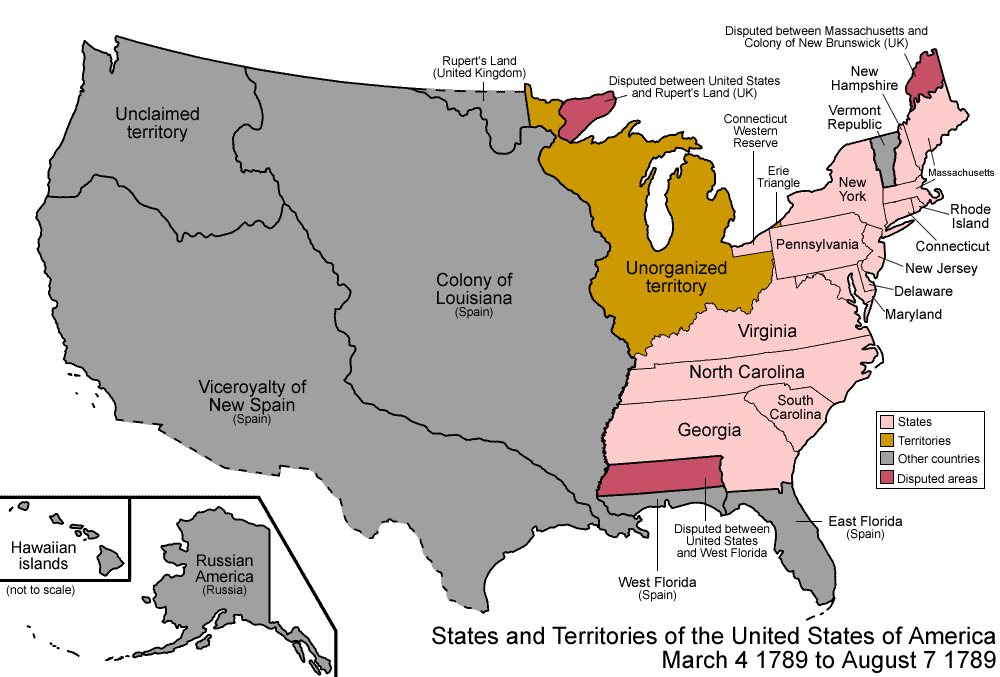
1789: Az új nemzet
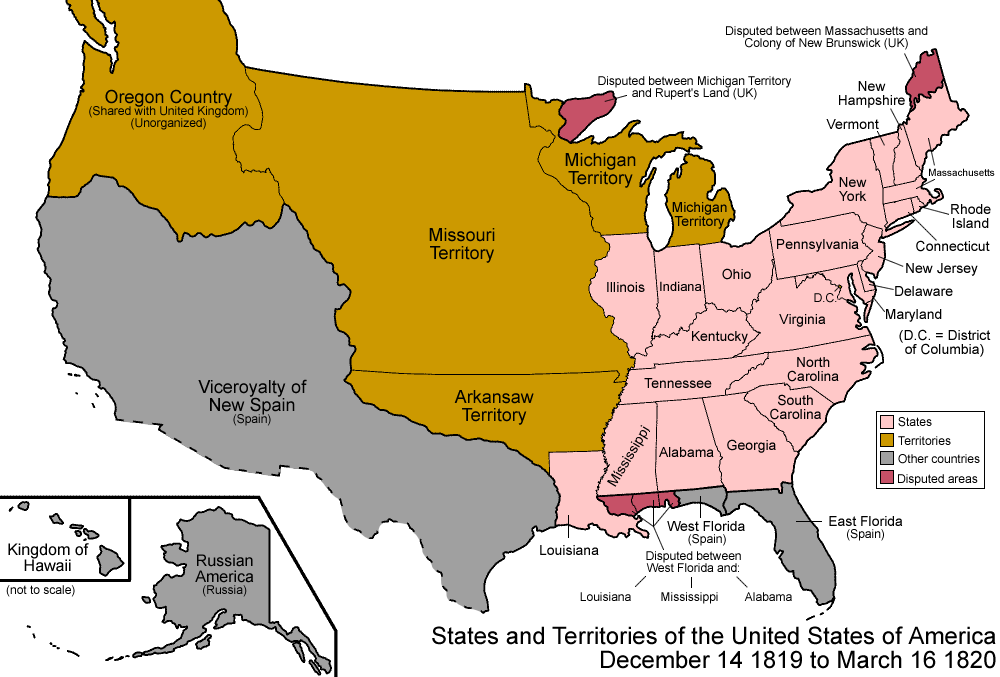
1819–1820: az 1812-es háború után
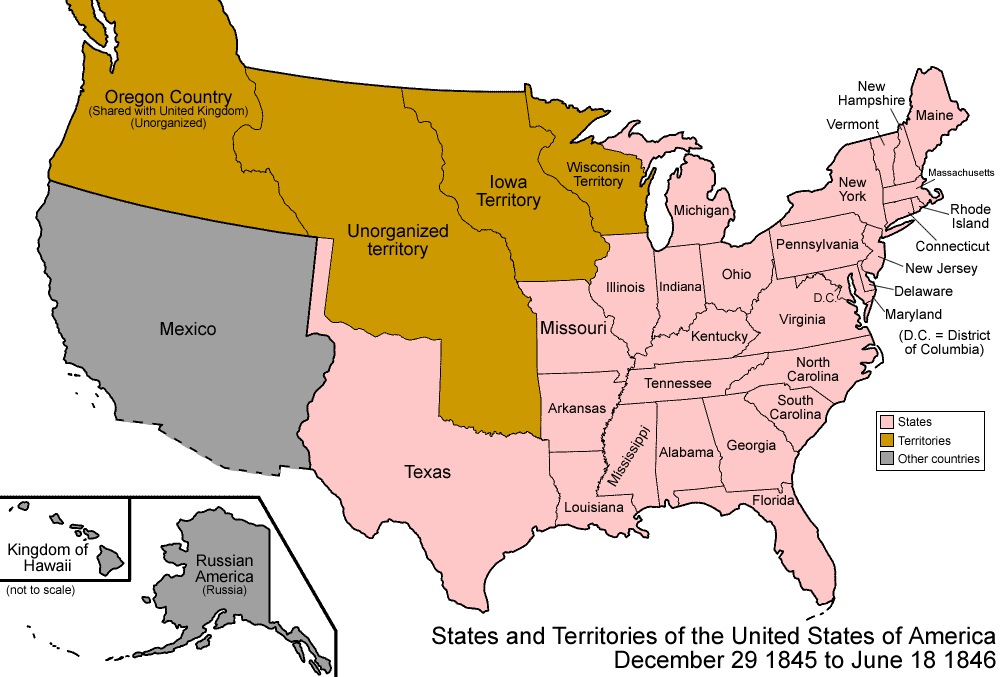
1845–1846: A mexikói-amerikai háború előtt
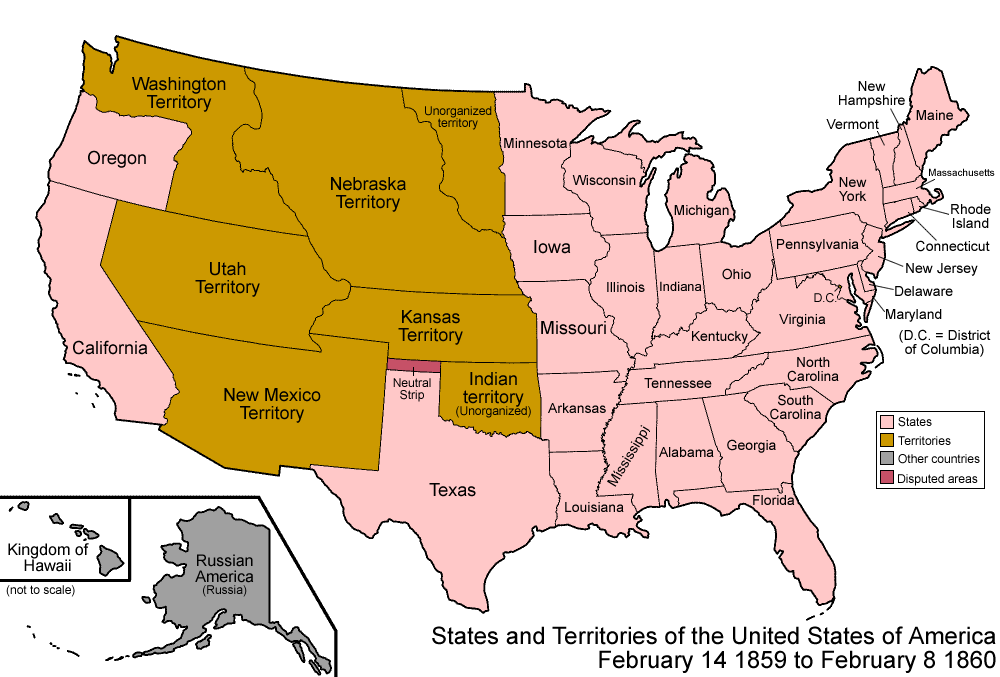
1859–1860: A polgárháború előtti terjeszkedés
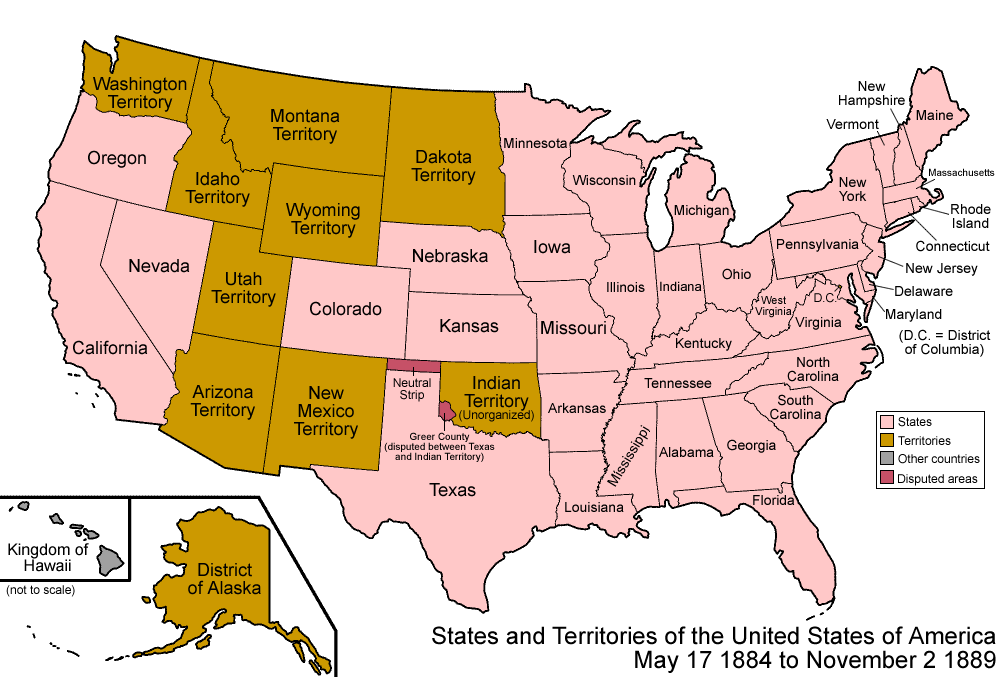
1884–1889: A polgárháború utáni terjeszkedés
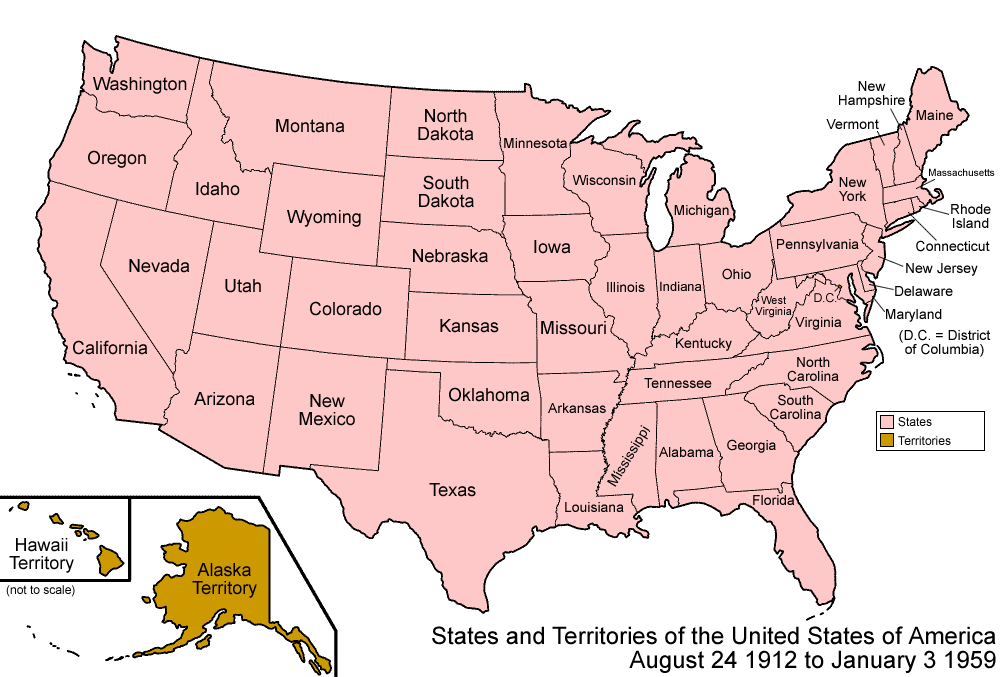
1912: Az egybefüggő USA, minden állammal

Jelmagyarázat:        Államok          Territóriumok          Vitatott területek          Egyéb országok

## Benépesülés

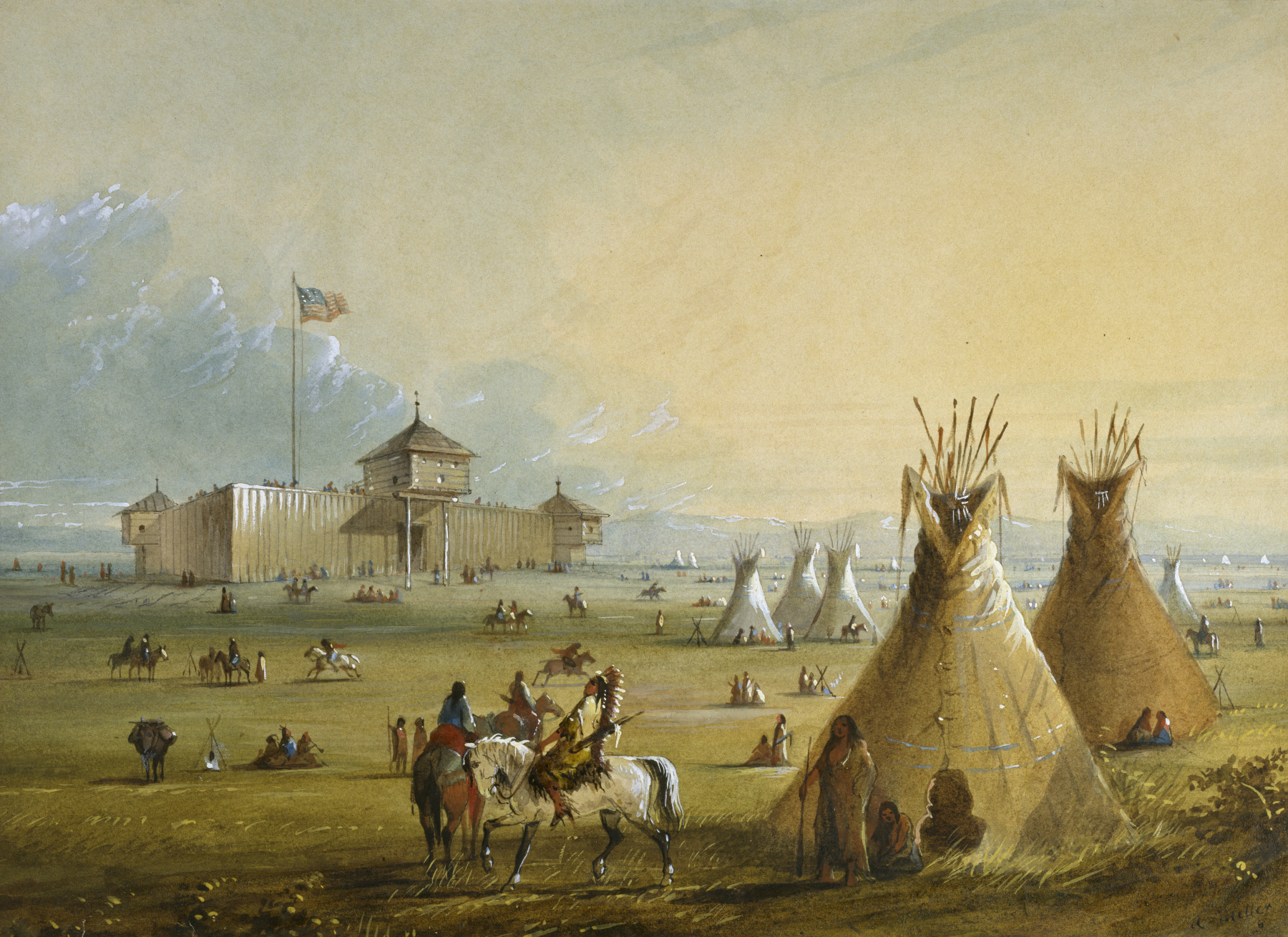
A Fort Laramie erődje a prérin 1851 körül, előtte indiánok táboroznak, Alfred Jacob Miller festménye

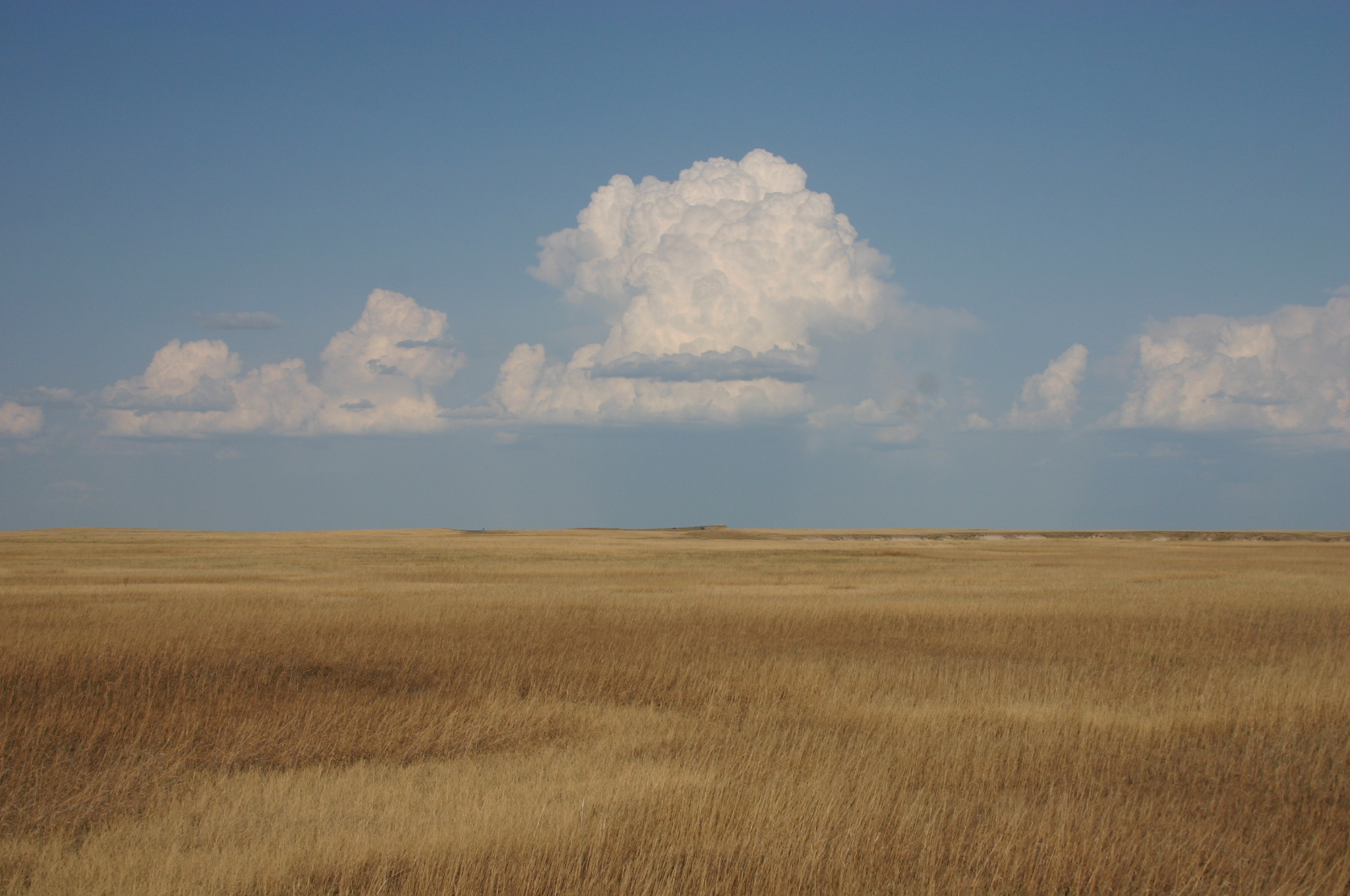
A préri

Az Amerikai Egyesült Államok 1803-ban megvásárolta Louisiana államot a Bonaparte Napóleon vezette Franciaországtól. Ezután vándorlók ezrei lepték el a prériket. Sokan a kaland, mások az új, jobb élhetőség miatt. A vásárlás így nézett ki:
- 1783-ban Angliától: Wisconsin, Iowa, Missouri, Minnesota, Illinois, Michigan, Alabama, Mississippi, Tennessee, Kentucky, Arkansas
- 1803-ban Franciaországtól: Louisiana, Montana, Wyoming, Colorado, Nebraska, Kansas, Oklahoma, Utah
- 1818-ban Angliától: Dél-Dakota
- 1819-ben Spanyolországtól: Florida
- 1845-ben Texas önerejéből csatlakozik.
- 1846-ban Angliától: Oregon, Washington, Idaho
- 1848-ban Mexikótól: Kalifornia, Nevada
- Háborúban Mexikótól: Arizona, Új-Mexikó
- 1867-ben Oroszországtól: Alaszka

Mikor 1848-ban Kalifornia északi részén aranyat találtak, szinte az egész Vadnyugat benépesült. Ulysses S. Grant elnök, akinek a véleménye szerint az őslakosságot megsemmisítő háborúk demoralizálóak és gonoszak, 1876. január 31-én elrendelte hogy, a területen élő minden őslakos vonuljon be a számára kijelölt rezervátumba.

## Közlekedés

### Transzkontinentális vasutak

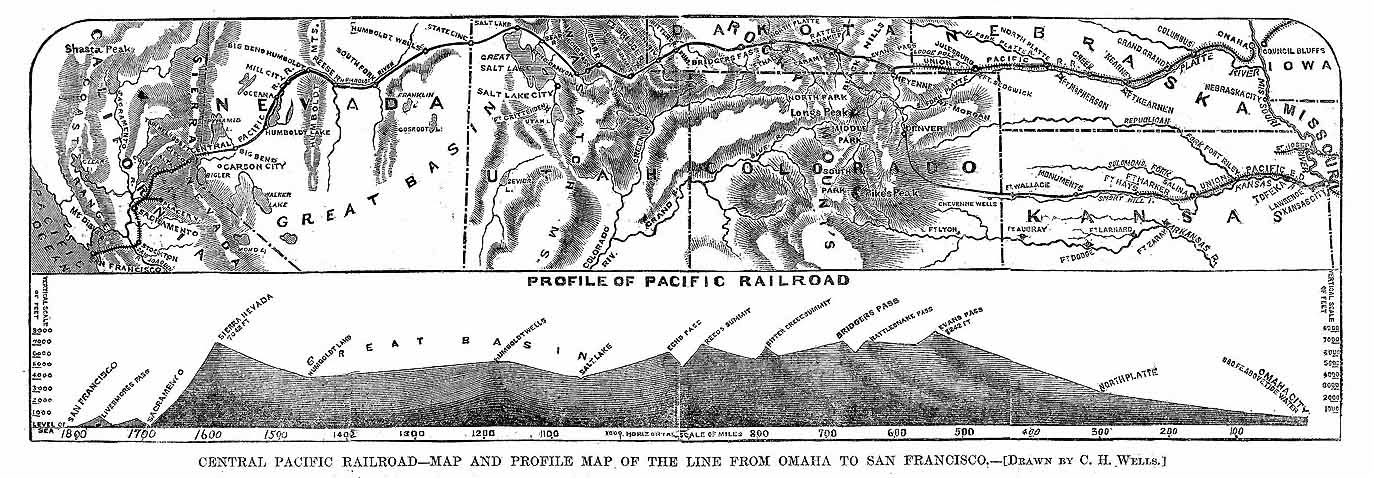
A Pacific Railroad profilja San Franciscótól (balra) Omaháig. Harper's Weekly 1867. december 7.

Az 1850-es években az amerikai kormányzat szponzorálta azokat a felméréseket, amelyek feltérképezték a Nyugat még feltáratlan területeit, hogy megtervezzék a transzkontinentális vasútvonal lehetséges útvonalait. E munka nagy részét a Mérnöki Testület, a Topográfiai Mérnöki Testület és a Felfedezések és Felmérések Hivatala végezte, és "A nagy felderítés" néven vált ismertté. A regionalizmus élénkítette a Kongresszusban az északi, a középső vagy a déli útvonal kiválasztásával kapcsolatos vitákat. A vasútvonallal szemben támasztott mérnöki követelmények a megfelelő víz- és faellátás, valamint a korszak gyenge mozdonyai miatt a lehető legkisebb szintkülönbségű útvonal voltak.

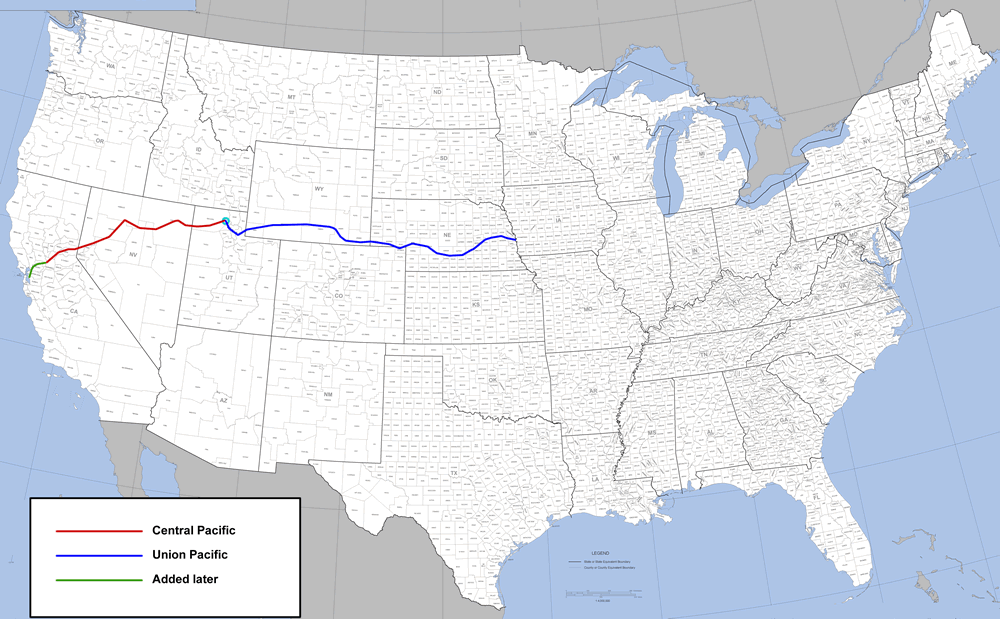
Az első transzkontinentális vasútvonal útvonala az Egyesült Államok nyugati részén (épült, 1863-1869)

A transzkontinentális vasút megépítésére tett javaslatok a rabszolgasággal kapcsolatos kongresszusi viták miatt megbuktak. A Konföderációs Államok 1861-es elszakadásával a republikánus párt modernizálói vették át a kongresszus irányítását, és egy Kaliforniával összekötő vonalat akartak. A vonalat magántársaságok építették és üzemeltették volna. Az építkezést szakképzetlen munkások végezték volna, akik az út mentén ideiglenes táborokban laktak volna. A kínai és ír bevándorlók végezték az építési munkák nagy részét. Theodore Judah, a Central Pacific Railroad főmérnöke felmérte az útvonalat San Franciscótól keletre. Judah fáradhatatlan washingtoni lobbitevékenysége nagyban hozzájárult az 1862-es Pacific Railroad Acts elfogadásához, amely engedélyezte mind a Central Pacific, mind a Union Pacific (amely Omahától nyugatra épült) építését. 1862-ben négy gazdag San Franciscó-i kereskedő (Leland Stanford, Collis Huntington, Charles Crocker és Mark Hopkins Jr.) vette át a vezetést, Crocker pedig az építkezésért felelt. A vonal 1869 májusában készült el. A 8 nap alatt a parttól a tengerpartig tartó személyszállítás mostantól felváltotta a 6-10 hónapig tartó és sokkal többe kerülő szekérkaravánokat vagy tengeri utakat.
A vasutat New York, Boston és London jelzáloghiteleivel építették, amelyek mögött földadományok álltak. Nem volt szövetségi készpénztámogatás, de volt egy kölcsön a Central Pacificnek, amelyet végül hat százalékos kamatra fizettek vissza. A szövetségi kormány sakktáblás mintázatú földtámogatásokat ajánlott fel. A vasút minden második négyzetet eladott, a kormány pedig a felét megnyitotta a földbirtokosok előtt. A kormány pénzt is kölcsönzött – később visszafizetett – 16 000 dollárért mérföldenként a sík szakaszokon, és 32 000 és 48 000 dollár között a hegyvidéki területeken. A helyi és állami önkormányzatok is segítették a finanszírozást.
A Central Pacific-en dolgozó fizikai munkások többsége Kínából érkezett újonnan. Kraus bemutatja, hogyan éltek és dolgoztak ezek az emberek, és hogyan gazdálkodtak a pénzükkel. Arra a következtetésre jut, hogy a magas rangú tisztviselők hamar felismerték a kínaiak nagyfokú tisztaságát és megbízhatóságát. A Central Pacific több mint 12 000 kínai munkást alkalmazott, a fizikai munkaerő 90%-át. Ong azt vizsgálja, hogy a kínai vasúti munkásokat a vasút kihasználta-e vagy sem, a fehérek jobb pozícióban voltak-e. Megállapítja, hogy a vasút különböző béreket állapított meg a fehérek és a kínaiak számára, és az utóbbiakat alkalmazta az alantasabb és veszélyesebb munkáknál, mint például a nitroglicerin kezelése és kiöntése, ugyanakkor a vasút biztosította a kínaiak által kívánt táborokat és élelmet, és megvédte a kínai munkásokat a fehérek fenyegetéseitől.

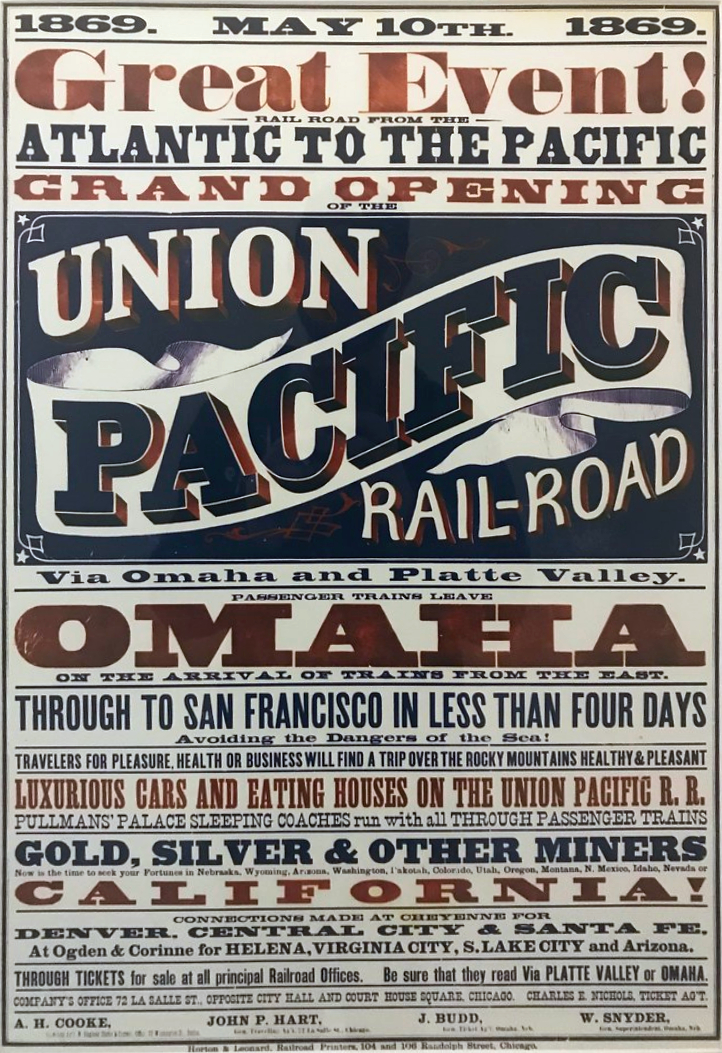
A Union Pacific vasútvonal megnyitójának plakátja, 1869.

A vasút építése hat fő tevékenységet igényelt: az útvonal felmérése, az útjog felrobbantása, alagutak és hidak építése, az útalap kitisztítása és lefektetése, a vasúti keresztaljak és sínek lefektetése, valamint a személyzet fenntartása és ellátása élelemmel és szerszámokkal. A munka rendkívül fizikai jellegű volt, lóvontatású ekéket és kapákat, valamint kézi csákányokat, fejszéket, kalapácsokat és kézikocsikat használtak. Néhány gőzzel hajtott gépet, például markolót is használtak. A sínek vasból készültek (az acél néhány évvel később jelent meg), súlyuk 320 kg volt, és öt embert igényelt a felemelésük. A robbantáshoz lőport használtak. A Union Pacific építőcsapatai, akik többnyire ír-amerikaiak voltak, naponta átlagosan körülbelül 3 km (2 mérföld) új vágányt építettek.
Az aranyozott korban hat transzkontinentális vasútvonal épült (plusz kettő Kanadában); ezek megnyitották a Nyugatot a farmerek előtt. Északról délre ezek voltak a Northern Pacific, a Milwaukee Road és a Great Northern a kanadai-amerikai határ mentén; a Union Pacific/Central Pacific középen, délre pedig a Santa Fe és a Southern Pacific. James J. Hill Great Northernjének kivételével mindegyikük földtámogatásokra támaszkodott. A pénzügyi történetek gyakran összetettek voltak. A Northern Pacific például 1864-ben kapta a legnagyobb földtámogatást. A finanszírozó Jay Cooke (1821-1905) volt a vezető 1873-ig, amikor csődbe ment. A szövetségi bíróságok azonban fenntartották a csődbe ment vasutakat. 1881-ben Henry Villard (1835-1900) vette át az irányítást, és végül befejezte a Seattle-ig tartó vonalat. Az 1893-as pénzügyi pánikban azonban a vonal csődbe ment, és Hill vette át. Ezután J.P. Morgan finanszírozásával több vonalat is összevont, de Theodore Roosevelt elnök 1904-ben feloszlatta őket.
A működés első évében, 1869-1870-ben 150 000 utas tette meg a hosszú utat. A telepeseket akciókkal ösztönözték, hogy ingyenes felderítő utakra jöjjenek nyugatra, hogy több évre elosztva, könnyű feltételekkel vásároljanak vasúti földeket. A vasutaknak voltak "bevándorlási irodáik", amelyek olcsó csomagajánlatokat hirdettek, beleértve az átutazást és a földet könnyű feltételekkel a német és skandináv farmerek számára. A prérik, ígérték nekik, nem jelentenek fáradságos munkát, mert "a szántásra kész prérin letelepedni más, mint egy fával borított vidékre merészkedni." A telepesek a vasutak ügyfelei voltak, akik elszállították terményeiket és marháikat, és feldolgozott termékeket hoztak be. Minden gyártónak hasznára váltak az alacsonyabb szállítási költségek és a sokkal nagyobb hatósugár.
White vegyes ítélettel zárja tanulmányát. A transzkontinentális vasút valóban megnyitotta a Nyugatot a letelepedés előtt, sok ezer magasan képzett, jól fizetett munkást és menedzsert hozott be, városok ezreit hozta létre, a nemzetet kelet-nyugati tengelyre irányította, és a nemzet egésze számára rendkívül értékesnek bizonyult. Másrészt túl sok épült, és túlságosan a tényleges keresletet megelőzve. Az eredmény egy buborék lett, amely súlyos veszteségeket okozott a befektetőknek, és rossz gazdálkodási gyakorlathoz vezetett. Ezzel szemben, ahogy White megjegyzi, a középnyugati és keleti vonalak, amelyeket egy nagyon nagy népességbázis támogatott, elősegítették a mezőgazdaságot, az ipart és a bányászatot, miközben állandó nyereséget termeltek és kevés állami juttatást kaptak.

## Az amerikai határvidék népe

### Favágók
A favágó munkaigényes foglalkozás volt. A munka meglehetősen gyakori foglalkozás volt ebben a korszakban, hasonlóan a bányászokhoz és a vasutasokhoz, sokan követték ezeket a pályákat, de végül is nagyon veszélyes volt. A favágóknak többet fizettek, mint a bányászoknak és a vasutasoknak együttvéve, napi 3,20 dollárt kerestek.
A fák kivágásához a favágóknak számos eszköz állt a rendelkezésükre, amelyek segítették őket a munkában. A fák kivágásához a fa méretétől függően több favágót küldtek ki. Onnan kétoldalas fejszékkel vágták ki a fa tövét. Miután a fa kidőlt, ha a fa túl nagy volt ahhoz, hogy a kétoldalas fejszével vágják ki, akkor egy óriási fűrészt, az úgynevezett keresztvágó fűrészt használták. Ezek a fűrészek több mint 12 láb hosszúak is lehettek..
A szállításhoz pedig vagy leúsztatták a rönköket egy folyón (ez a szakma a rönkhajtás), vagy egy magas kerekű rakodógépet használtak a hatalmas rönkök felemelésére, amelyeket kötéllel kötöttek össze. Egy másik kötelet ökrökhöz kötöttek, majd az ökrök húzták a rönköket oda, ahová kellett.

### Pisztolyhősök
A nyugati fegyverforgatók nevei és hőstettei fontos szerepet játszottak az amerikai folklórban, a fikcióban és a filmekben. Fegyvereik és jelmezeik a gyerekek játékszereivé váltak a képzeletbeli lövöldözésekhez. A történetek óriási népszerűségre tettek szert Németországban és más európai országokban, amelyek az amerikai határvidékről készítették regényeiket és filmjeiket. A számtalan lövöldözéssel teli Vadnyugat képe ismételt túlzásokon alapuló mítosz volt. A tényleges lövöldözések a Vadnyugaton inkább epizódszerűek voltak, mintsem mindennaposak, de amikor lövöldözésekre került sor, az okok változóak voltak. Egyesek egyszerűen a pillanat hevének voltak az eredményei, míg mások régóta tartó viszályok, vagy banditák és törvényőrök között zajlottak. Bár többnyire romantikusan ábrázolták, voltak olyan esetek, amikor "gyors döntetlenre" került sor, bár ritkán, mint például a Wild Bill Hickok – Davis Tutt lövöldözés és a Luke Short – Jim Courtright párbaj. A halálos párbajokat a személyes becsület védelmében vívták a Nyugaton. A legjelentősebb és legismertebbek Arizonában, Új-Mexikóban, Kansasban, Oklahomában és Texasban zajlottak. A tűzpárbajok megelőzése érdekében az olyan városok, mint Dodge City és Tombstone megtiltották a lőfegyverek használatát a városban.

### Őslakók
Őslakói az indiánok voltak. Őket dél felől kezdték el meghódítani a spanyol telepesek, akik azonban nem maradtak tartós ideig. Ezután az angol telepesek kezdték el a nyugati partot elfoglalni. Az indiánok kezdetben barátságosan fogadták őket, mikor azonban egyre nyugatabbra kezdtek terjeszkedni és egyre több indián törzs földjét foglalták el és fosztották ki, akkor az indiánok egyre többször támadták meg őket. Az indiánok végig benépesítették a Vadnyugatot, egymással nem mindig voltak békében, sokat háborúztak és csak azokkal kötöttek békét, akik előtte elszívták velük a kalumetet (vagy békepipát). Az indiánok 10 nagy csoportra oszthatóak:
- Sarkvidéki indiánok pl.: eszkimók
- Szubarktikus övezet-i indiánok pl.: irokéz
- Észak-Amerika fennsíkjain élő indiánok pl.: Cree
- Északnyugati indiánok pl.: Nootka
- Kaliforniai indiánok pl.: hupa
- Nagy Medencében élő indiánok pl.: Ute
- Great Plains-i indiánok pl.: sziú
- Délnyugati indiánok pl.: apacsok
- Délkeleti indiánok pl.: cserokik
- Északkeleti indiánok pl.: delaware indiánok,kajugák

Ezek a törzsek általában nomád életmódot folytattak.

### Aranyásók
A Vadnyugat legmeghatározóbb emberei az aranyásók vagy aranymosók voltak. Először 1848-ban találtak aranyat Kaliforniában, aminek köszönhetően több ezren nyomultak be a Vadnyugatra. Egy történet szerint így találtak aranyat először Kaliforniában: 
Egy hideg januári reggelen James Marshall, aki Kalifornia északi részén, a Sierra Nevada lábainál egy épülő fűrészmalom ácsolását végezte, a hulladékürítő vályúban egy csillogó kavicsot pillantott meg. Felkapta, odaszaladt a gazdájához és a többi munkáshoz:
-Úristen! Aranyat találtam!
Bár kezdetben próbálták eltitkolni, a hír gyorsan kiszivárgott. Az év végén a Sierrában már több mint 6000 ember mosott aranyat. A következő év végén megindult a "negyvennyolcasok" hatalmas áradata. Ekkora már több mint 10 000 ember mosott aranyat a közeli partok mentén.
Az aranyásók sorsa kemény volt. Mindennap 20-21 órát robotoltak egy szitával. A bányásztáborok kezdetleges lakóhelyek voltak, de nem volt bennük fejetlenség. Eleinte minden ember őrizetlenül hagyhatta a holmiját, miközben dolgozott. Ahogy azonban nőtt a versengés és fokozódott a gazdagodási vágy, valamint fellépett a konkurencia, az aranyásók védőőrséget szerveztek. Az aranyásók egészen az ausztráliai aranyláztól is ide jöttek meggazdagodni.

### Banditák

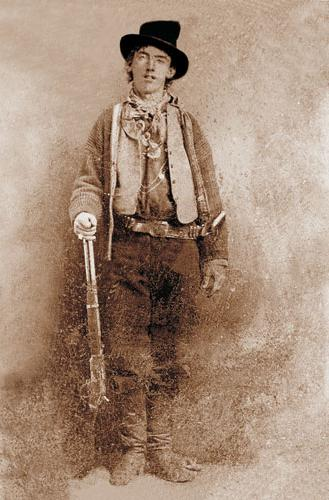
Billy, a Kölyök

A Vadnyugat a hírnevét ezeknek az embereknek köszönheti. Általában törvényen kívüliek, vagy rossz múlttal rendelkezők álltak banditának. Vonzották őket a kalandok, és a gyors meggazdagodás vágya is hajtotta őket újabb és újabb gaztettekre. A banditák nagy része általában a kontinensen végighaladó vasutakat támadta meg. Kedvelt célpontjaik voltak a hirtelen meggazdagodott emberek is. A banditák általában utálták az indiánokat, bár néha a nagy fogás reményében szövetséget kötöttek velük. A banditák tették hírhedtté Texas, Arizona és Új-Mexikó államokat. A leghíresebb vadnyugati banditák Jesse James és Billy, a Kölyök voltak.

### Seriff
A Vadnyugat jelentős alakjai a seriffek voltak. Ők voltak a "rend őrei", bár a helyzetek általában túltettek rajtuk. A seriffek önmaguk ítélkezhettek az emberek fölött és teljhatalmuk volt a rájuk kijelölt városokban. Emiatt sokszor nem voltak túl népszerűek az emberek körében. A seriffnél magasabb ranggal rendelkeztek a Rangerek, akik régiónként voltak beosztva.